# Gerald Levert
Gerald Edward Levert, född 13 juli 1966 i Canton, Ohio, död 10 november 2006 i Cleveland, Ohio, var en amerikansk singer-songwriter, producent och skådespelare. Han var bland annat känd för att ha sjungit i gruppen LeVert tillsammans med sin bror Sean Levert och deras vän Marc Gordon och för att vara medlem i supergruppen LSG tillsammans med Keath Sweat och Johnny Gill. Han var son till Eddie Levert som är mest känd som medlem i gruppen The O'Jays och som senare kom att ersätta sin son i LSG.
Den 10 november 2006 hittades Levert död hemma i sin säng i Cleveland, Ohio av sin kusin som då försökte väcka honom. Det sades då att han hade dött av en hjärtattack men senare i februari 2007 så kom det fram att han enligt obduktionen hade dött av en dödlig kombination av receptbelagd narkotika och receptfria läkemedel. Han blev 40 år gammal.